# Amazonepeira masaka
Amazonepeira masaka là một loài nhện trong họ Araneidae.
Loài này thuộc chi Amazonepeira. Amazonepeira masaka được Herbert Walter Levi miêu tả năm 1994.